# Rhynchostegiella litorea
Rhynchostegiella litorea là một loài Rêu trong họ Brachytheciaceae. Loài này được (De Not.) Limpr. miêu tả khoa học đầu tiên năm 1896.